# Cabo De la Motte
El cabo De la Motte es un cabo prominente en la Tierra de Jorge V en la Antártida, que separa la bahía Watt y la bahía Buchanan. Al sur del mismo la superficie del hielo continental se eleva 520 m en el monte Hunt. 
El cabo fue relevado por la Expedición Antártica Australiana (1911–14) al mando de Douglas Mawson, en honor de C. P. de la Motte, tercer oficial en el Aurora el barco de la expedición. Se ha conjeturado que los terrenos elevados detrás del cabo es "Point Case", la cual fue observada por la United States Exploring Expedition (1838–42) al mando del teniente Charles Wilkes desde lo que fue denominada "Disappointment Bay" el 23 de enero de 1840.